# باول كوب
باول كوب (بالإنجليزية: Paul Cobb)‏ هو لاعب كرة قدم بريطاني في مركز الهجوم، ولد في 13 ديسمبر 1972 في أفيلاي في المملكة المتحدة. لعب مع نادي ليتون أورينت.